# Otto Trarbach
Otto Trarbach (* 20. Juni 1890 in Kleinich; † 27. August 1977 in Bernkastel-Kues) war ein deutscher Landwirt und Politiker (CDP/CDU).

## Leben
Trarbach war nach dem Zweiten Weltkrieg Mitglied des Kreistages und des Kreisausschusses im Landkreis Bernkastel. Seit November 1946 war er Mitglied der CDP/CDU-Fraktion in der Beratenden Landesversammlung von Rheinland-Pfalz, die bis zum 18. Mai 1947 die Landesverfassung ausarbeitete. Bis 1956 tätigte er außerdem Geschäfte als Vorstandsmitglied der Spar- und Darlehenskasse.
Otto Trarbach lebte zuletzt in seinem Hunsrücker Geburtsort Kleinich.